# Pierre-Nicolas de Saint-Pard
Compléments
De Saint-Pard est un écrivain spirituel de renom
Pierre-Nicolas de Saint-Pard, né Pierre-Nicolas Vanblotaque à Givet-Saint-Hilaire (France) le 8 février 1734 et décédé le 1er décembre 1824, était un prêtre jésuite belge, auteur spirituel et prédicateur de renom.

## Biographie
Né à Givet, alors ville de la Principauté de Liège, Pierre Nicolas Vanblotaque fait ses humanités au collège jésuite de Dinant. Il entre le 13 novembre 1754 dans la Compagnie de Jésus. Après avoir fait son noviciat à Paris il enseigne en divers collèges jésuites. Il se trouve au collège Saint-Yves de Vannes lorsque la Compagnie de Jésus est bannie de France en 1762.
Il se met sous la protection de l'archevêque de Paris, Christophe de Beaumont qui lui conseille d'adopter un pseudonyme. Dès lors il s'appellera l'abbé de Sain-Pard. En 1775 Saint-Pard est curé à Saint-Germain-en-Laye. Il est déjà fort demandé comme directeur spirituel, et est aumônier au couvent de la Visitation à Paris. 
Lorsque la Révolution française éclate il entre dans la clandestinité et réussit à échapper aux décrets de proscription. Durant le Directoire il est cependant arrêté. Il fait quelques mois de prison. 
Après la signature du Concordat de 1801 qui rétablit des relations normales entre l'Église catholique romaine et l'État en France, Saint-Pard exerce de nouveau une charge de curé à Saint-Jacques-du-Haut-Pas. Il se consacre surtout à la prédication et à la direction spirituelle.

## Écrits
Il est l'auteur de nombreuses œuvres ascétiques telles que :
- Le livre des élus ou Jésus crucifié, par le Père Saint-Jure, revu et corrigé par Saint-Pard. Paris, 1769.  De nombreuses rééditions en furent faites, jusqu'en 1862.
- Retraite de dix jours à l'usage de Messieurs les Ecclésiastiques et des Religieux, d'après l'Écriture-Sainte et les Pères de l'Église, Paris, 1772.
- De la Connaissance et de l'amour de Notre Seigneur Jésus-Christ (pour servir de suite au livre des élus, etc), Paris, 1772. Une douzaine de rééditions durant la première moitié du XIXe siècle.
- L'Âme chrétienne formée sur les maximes de l'Évangile, ouvrage de piété en faveur des personnes qui aspirent à la perfection, suivi de l'Oratoire du cœur, Paris, 1774.
- Le Jour de communion ou Jésus Christ considéré sous les différents rapports qu'il a avec l'âme fidèle dans l'Eucharistie, suivi de sentiments affectueux, Paris, 1776.